# おもてなし
おもてなし（御持て成し）とは、心のこもった待遇のこと。顧客に対して心をこめて歓待や接待やサービスをすることを言う。「もてなし」に「お」を付けて、丁寧にした言い方である。恩を持って事を成す

## 概要
お遍路におけるお接待など、布施の精神に基づくものが、日本の文化として知られる（遍路接待には、良い行いの実践としての意味、功徳を積むという意味がある）。
地方公共団体には「おもてなし課」などの部局を設置しているところがあり。高知県観光振興部には2007年度に「おもてなし課」が設置され、2011年の小説『県庁おもてなし課』（後に映画化）のモデルになった。高知県観光振興部おもてなし課は2022年度の機構改革による統廃合で消滅し、業務は地域観光課や国際観光課などに振り分けられ、観光政策課に「おもてなし室」が新設されることになった。

## 2020年東京オリンピックとおもてなし
2013年（平成25年）9月7日に、国際オリンピック委員会の第125次IOC総会で、滝川クリステルが「おもてなし」と発言したことから、この言葉が世界に広まった。滝川クリステルは、東京にオリンピックを招致するアンバサダーとして壇上に上り、フランス語で「日本のおもてなし」というものを紹介した。このことにより、「お・も・て・な・し」は2013年の新語・流行語大賞に選ばれるまでになった。
当時の日本では観光立国の政策が打ち出され、外国人観光客を毎年2000万人以上にすることを目標値にした。観光立国の実現のためには各地域において、国外・国内からの旅行者の受け入れ体制を向上させる必要があるとして、観光庁は2014年（平成26年）に、各地域の観光協会等に参加を促し「観光おもてなし研究会」を設置した。
しかし本番の2020年になってコロナ禍が拡大、オリンピックは2021年へ延期されたのち無観客で開催された。

## 参照項目
- 長野オリンピック・俳句でおもてなし - 1997年5月から実施。
- おもてなし規格認証（サービスデザイン推進協議会）- 2016年から実施。
- 接遇・サービス業